# 14. oktober
14. oktober er dag 287 i året i den gregorianske kalender (dag 288 i skudår). Der er 78 dage tilbage af året.
Calixtus dag, efter den kristne missionær Calixtis, der blev fængslet på grund af sine aktiviteter, men da han fortsatte med at prædike fra fængslet, bandt man omkring år 222 en sten om halsen på ham og kastede ham i en brønd.

### Begivenheder
Født - Dødsfald
- 222 - Kejser Alexander Severus lader pave Calixtus styrte i havet, hvor han drukner.
- 1066 - Slaget ved Hastings finder sted på Senlac Hill i nærheden af Pevensey. Normannerne under hertugen Vilhelm Erobreren besejrer kong Harold Godwinson og hans mænd. Forløbet er skildret på Bayeux-tapetet.
- 1763 - Mænd, der tilstår at være fædre til uægte børn, kan nu pålægges at betale underholdsbidrag.
- 1806 - I dobbeltslaget ved Jena og Auerstädt sejrer den franske hær under kejser Napoleon over den preussiske hær.
- 1884 - George Eastman får patent på fotografisk film.
- 1912 - Mordforsøg på Theodore Roosevelt af en mentalt forstyrret mand ved navn Schranke. Roosevelt reddes af en tyk frakke og nogle dokumenter, som han bærer i sin inderlomme.
- 1920 - Fredsaftalen i Tartu undertegnedes af Finland og Russiske SFSR i Tartu i Estland.
- 1926 - Børnebogen Peter Plys af A. A. Milne udgives for første gang i England.
- 1944 - Allierede tropper gør landgang på Korfu, og britiske tropper indtager Athen.
- 1947 - Chuck Yeager flyver i en Bell X-1 hurtigere end lydens hastighed, hvilket sker for første gang i historien.
- 1962 - Cuba-krisen starter, da et amerikansk U-2 fly tager billeder af sovjetiske atomvåben, der er ved at blive opstillet på Cuba.
- 1964 - Leonid Bresjnev bliver ny generalsekretær i det sovjetiske kommunistparti og dermed leder af Sovjetunionen efter Nikita Khrusjtjov.
- 1964   - Martin Luther King modtager som den yngste hidtil Nobels fredspris.
- 1968 - James Hines fra USA bliver den første nogensinde, der løber under 10 sekunder i 100 meterløb i finalen under OL i Mexico City med tiden 9,95 sekunder. Først i 1983 gentages denne bedrift.
- 1969 - Olof Palme bliver statsminister i Sverige indtil 8. oktober 1976 og igen fra 8. oktober 1982 indtil hans død den 28. februar 1986.
- 1994 - Palæstinensernes leder Yasser Arafat og Israels premerminister Yitzhak Rabin samt udenrigsminister Shimon Peres modtager Nobels fredspris.

### Født
- 1633 - Jakob 2. af England, konge af England, Skotland og Irland 1685 - 1688 (død 1701).
- 1761 - Friedrich Christian Carl Hinrich Münter, dansk kirkehistoriker, arkæolog og biskop over Sjælland (død 1830).
- 1784 - Ferdinand 7. af Spanien, spansk konge.
- 1806 - N.S. Nebelong, dansk arkitekt (død 1871).
- 1890 - Dwight D. Eisenhower, USA's præsident 1953 - 1961 (død 1969).
- 1910 - John Robert Wooden, amerikansk basketball coach (død 2010).
- 1911 - Le Duc Tho, vietnamesisk general og politiker (død 1990).
- 1925 - Preben Dabelsteen, dansk badmintonspiller og journalist (død 2017).
- 1927 - Roger Moore, engelsk skuespiller (død 2017).
- 1936 - Hagen Jørgensen, dansk jurist og tidligere forbrugerombudsmand.
- 1939 - Ralph Lauren, amerikansk modedesigner.
- 1940 - Cliff Richard, engelsk sanger.
- 1944 - Udo Kier, tysk skuespiller.
- 1951 - Anne-Margrethe Laxholm, dansk danser.
- 1965 - Robert Madsen, dansk kemiker og professor.
- 1965 - Karyn White, Amerikansk sangerinde.
- 1972 - Ken Vedsegaard, dansk skuespiller.
- 1975 - Floyd Landis, amerikansk cykelrytter.
- 1977 - Tina Dickow, dansk singer/songwriter.
- 1978 - Usher, amerikansk sanger.
- 1992 - Khagendra Thapa Magar, nepalesisk rekordindehaver.
- 2002 - Kaishu Hirano, japansk snowboarder.

### Dødsfald
- 1703 - Thomas Kingo, dansk biskop og digter (født 1634).
- 1857 - Johan Christian Dahl, norsk landskabsmaler (født 1788).
- 1918 - Rudolf Bruhn, dansk forfatter (født 1889).
- 1938 - Johannes Poulsen, kgl. dansk skuespiller og instruktør (født 1881).
- 1939 - Gunnar Helsengreen, dansk skuespiller (født 1881).
- 1941 - Hjalmar Söderberg, svensk/dansk forfatter (født 1869).
- 1944 - Erwin Rommel, tysk feltmarskal (født 1891).
- 1959 - Errol Flynn, australsk-født, amerikansk skuespiller (født 1909).
- 1960 - Sigurd Hoel, norsk forfatter (født 1890).
- 1977 - Bing Crosby, amerikask sanger og skuespiller (født 1903).
- 1989 - Ingeborg Brams, dansk skuespiller (født 1921).
- 1990 - Leonard Bernstein, amerikansk komponist og dirigent (født 1918).
- 1996 - Hermod Lannung, dansk politiker og jurist (født 1895).
- 1999 - Julius Nyerere, tanzaniansk politiker (født 1922).

|  | Denne datoartikel kan blive bedre, hvis der indsættes et (bedre) billede Du kan hjælpe ved at afsøge Wikimedia Commons for et passende billede eller uploade et godt billede til Wikimedia Commons iht. de tilladte licenser og indsætte det i artiklen. |